# Volvo ECC

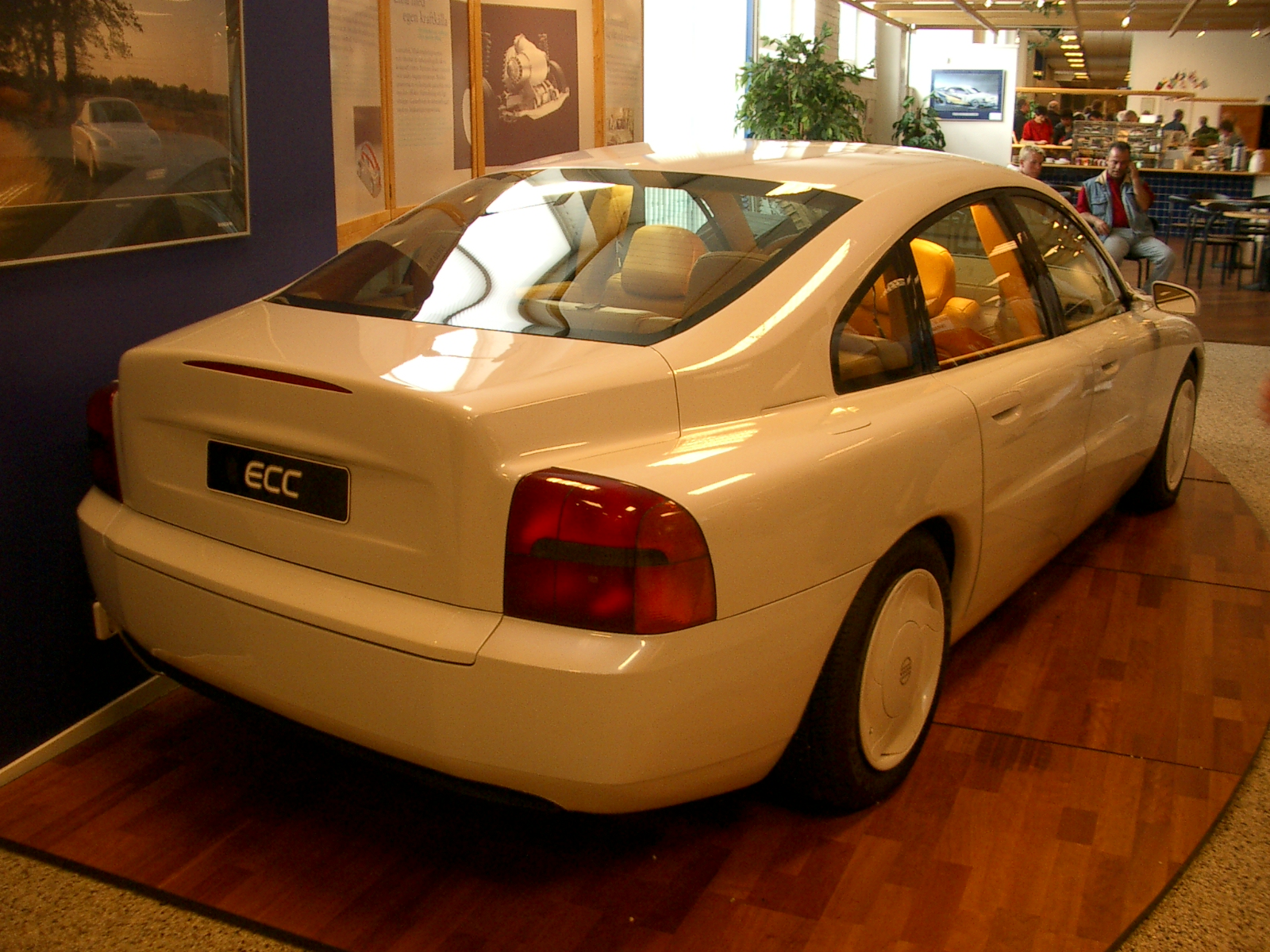
Tył

Volvo ECC – koncepcyjny samochód zbudowany przez Volvo w 1992 roku. Auto wykonano przy użyciu materiałów poddawanych recyklingowi. Wyposażono je w silnik hybrydowy, turbiny gazowe i elektryczne. Wiele linii tego projektu wykorzystano w Volvo S80 I generacji. Samochód został zbudowany na platformie Volvo 850.